# كارل ليو
كارل ليو (بالألمانية: Karl Leo)‏ هو فيزيائي ألماني، ولد في 1960 في فرايبورغ في ألمانيا.

## وصلات خارجية
- الموقع الرسمي